# Tatort: Frau Bu lacht
Frau Bu lacht ist eine Tatort-Folge von Dominik Graf zum 25. Jubiläum der Fernsehreihe im Jahr 1995. In den Hauptrollen spielen Miroslav Nemec und Udo Wachtveitl. Es ist die 322. Tatort-Folge und der 12. Fall der Münchner Ermittler. Die Kommissare Batic, Leitmayr und Menzinger ermitteln im Milieu von Heiratshandel mit thailändischen Frauen und Kindesmissbrauch. Der Titel bezieht sich dabei auf die Märchen um Frau Bu, die die Hauptfigur Sita ihrer Tochter vorliest, und die in den Geschichten lacht.

## Handlung
Der Konditor Andreas Mauritz wird erschossen aufgefunden. Über den Mann ist wenig bekannt. Nachbarn weisen darauf hin, dass er mit der Thailänderin Sita verheiratet ist, die ein Kind mit in die Ehe brachte. Ivo Batic und Franz Leitmayr suchen Sita auf, doch versteht die junge Frau nur wenig Deutsch, während ihre Tochter angeblich gar kein Deutsch kann. Da Andreas’ Hausschuhe in Gehrichtung vor dem Bett stehen, vermuten die Ermittler, dass Andreas noch im Bett liegend erschossen wurde, ist doch deutlich, dass seine Leiche von einer eher schwachen Person zum Fundort gezogen wurde. Die Ermittler vermuten, dass Sita ihren Mann erschossen hat. Zwar besaß Andreas’ Großvater eine Waffe aus dem Krieg, die die Tatwaffe sein könnte, doch weiß niemand, was aus ihr geworden ist. Als Sita in der Stadt vor einen Bus gestoßen und verletzt wird, kommen den Ermittlern Zweifel an der Täterschaft Sitas, die nun Personenschutz erhält.
Batic und Leitmayr erfahren, dass Sita vor zweieinhalb Jahren über das Eheanbahnungsinstitut Flügel nach Deutschland gekommen ist. Sie floh dabei vor politischer Verfolgung in ihrem Land. Mit ihr an Bord war die Thailänderin Dim, die den deutschen Rechtsanwalt Dr. Zimmer geheiratet hat. Die Ermittler suchen ihn auf, doch stellt sich heraus, dass Dim mit ihrer Tochter vor dem Mann geflohen ist. Dr. Zimmer hat damit kein Problem, da er weiß, dass Dim nach der Scheidung in ihr Land abgeschoben werden wird. Er würde nur gerne deren Tochter in Deutschland behalten. Batic und Leitmayr erfahren, dass sich Dim mit ihrer Tochter in Traunstein aufhält. Sie teilen sich die Arbeit: Leitmayr fährt zur Befragung nach Traunstein, während sich Batic als Single ins Eheanbahnungsinstitut begibt, um dort nach einer asiatischen Frau fürs Leben zu suchen. Leitmayr trifft auf eine verängstigte Dim, die befürchtet, abgeschoben zu werden oder zu ihrem Mann zurückkehren zu müssen. Von Dims Kollegin erfährt Leitmayr, dass Dr. Zimmer sich jahrelang an Dims Tochter sexuell vergangen hat. Auch Batic muss erkennen, dass die Agentur Flügel Kunden deutlich macht, dass Frau und Kinder in den ersten vier Jahren in Deutschland dem Mann in jeder Hinsicht ausgeliefert sind. Die Scheidungsraten der Ehevermittlungen sind erstaunlich hoch und die Ermittler schlussfolgern, dass viele Scheidungen eingereicht werden, bevor die Frauen nach drei bzw. vier Jahren Aufenthalt in Deutschland die Staatsbürgerschaft oder zumindest eine Aufenthaltsgenehmigung erhalten bzw. bevor die Kinder in die Schule kommen. Sitas Tochter, die sehr gut Deutsch spricht, bestätigt in der Befragung, von Andreas sexuell missbraucht worden zu sein. Dr. Zimmer wiederum stellt sein Verhalten als normal dar, würden Thailänderinnen doch bereits im Kindesalter verheiratet werden.
Batic und Leitmayr starten eine großangelegte Verhaftungsaktion, bei der neben den Inhabern des Instituts Flügel auch sämtliche vermittelten Frauen und deren Männer aufs Revier gebracht werden. Dabei werden zwei Dinge offenbar: Dim hat sich in Traunstein erhängt, sodass Leitmayr ihre Tochter mit aufs Revier nimmt und später in ein Kinderheim bringt. Sita und ihre Tochter sind zudem mit Leitmayrs Freundin Jenny geflohen. Die Ermittler finden sie auf Jennys Bauernhof und Batic stellt die Szene nach, in der Andreas seine Frau und das Kind körperlich bedroht. Er gibt Sita dabei seine Dienstwaffe und sie schießt auf ihn. Sie gibt die Tat zu und auch, die Tatwaffe vergraben zu haben. Batic und Leitmayr beraten sich mit Jenny, da Sita nicht in Notwehr gehandelt hat. Sie hat bewusst ein Gewitter abgewartet, um ohne großes Aufsehen schießen zu können. Dennoch wollen Batic und Leitmayr verhindern, dass Sita und ihre Tochter verhaftet werden. Leitmayr übergibt Jenny Dims Pass und warnt sie schließlich, kurz bevor der Haftbefehl für Sita herausgegeben wird. Jenny flieht mit Sita und ihrer Tochter zum Flughafen. Durch ein Ablenkungsmanöver von Batic und Leitmayr können Sita und ihre Tochter die Maschine nach Bangkok erreichen. Kurz darauf geht über München ein Unwetter nieder, das alle Beteiligten ehrfurchtsvoll in den Himmel blicken lässt.

## Rezeption

### Kritik
Die Fernsehkritikerin Klaudia Wick zählt Frau Bu lacht zu den großen sozialkritischen Tatort-Folgen, der Kritiker Volker Bergmeister nahm den Film in seine Liste der zehn spektakulärsten Tatort-Folgen auf. Der Spiegel befand, dass der Tatort „präziser als die meisten deutschen Kinothriller ist, aber längst nicht so kalt“. Regisseur Graf lasse sich bei der Suche nach dem Mörder „vom Starrsinn seiner Polizisten und der Verwirrtheit seiner Heldin“ ablenken. Andere Kritiker hoben hervor, dass Graf sich intelligent und sensibel dem Thema Kindesmissbrauch nähere und „mit seinen oft bizarren Dialogen immer wieder zum menschenunwürdigen Thaifrauen-Leasing deutscher Eheinstitute zurück[kommt]. Graf sucht nicht den Konsens, sondern eine starke Geschichte.“ Christian Buß urteilte 2013 rückblickend: „Viele halten den Krimi von 1995 für den besten ‚Tatort‘ aller Zeiten.“

### Einschaltquoten
Die Erstausstrahlung von Frau Bu lacht am 26. November 1995 wurde in Deutschland von 8,06 Millionen Zuschauern gesehen und erreichte einen Marktanteil von 23,0 % für Das Erste.

### Auszeichnungen
- 1995: Preis für den Besten deutschen Film bei den 29. Hofer Filmtagen[8]
- 1995: Goldener Gong